# 圣弗洛朗斯
圣弗洛朗斯（法語：Sainte-Florence，法語發音：[sɛ̃t flɔʁɑ̃s]）是法国卢瓦尔河地区大区旺代省的一个市镇，位于该省中部偏东北，属于永河畔拉罗什区。圣弗洛朗斯曾于2016年1月1日与市镇布洛涅、莱塞萨尔和卢瓦合并为新市镇埃萨尔昂博卡日。2024年1月1日，圣弗洛朗斯和卢瓦脱离埃萨尔昂博卡日，重新成为独立市镇。

## 地理
圣弗洛朗斯（46°47'50"N, 1°9'6"W）面积17.09 平方千米，位于法国卢瓦尔河地区大区旺代省，该省份为法国西部沿海省份，北起大西洋卢瓦尔省和曼恩-卢瓦尔省，西临大西洋，南至滨海夏朗德省，东部及东南部与德塞夫勒省接壤。
与圣弗洛朗斯接壤的市镇（或旧市镇、城区）包括：旺德雷讷、卢瓦、圣安德烈古勒杜瓦、圣塞西尔、埃萨尔昂博卡日、莱塞萨尔。
圣弗洛朗斯的时区为UTC+01:00、UTC+02:00（夏令时）。

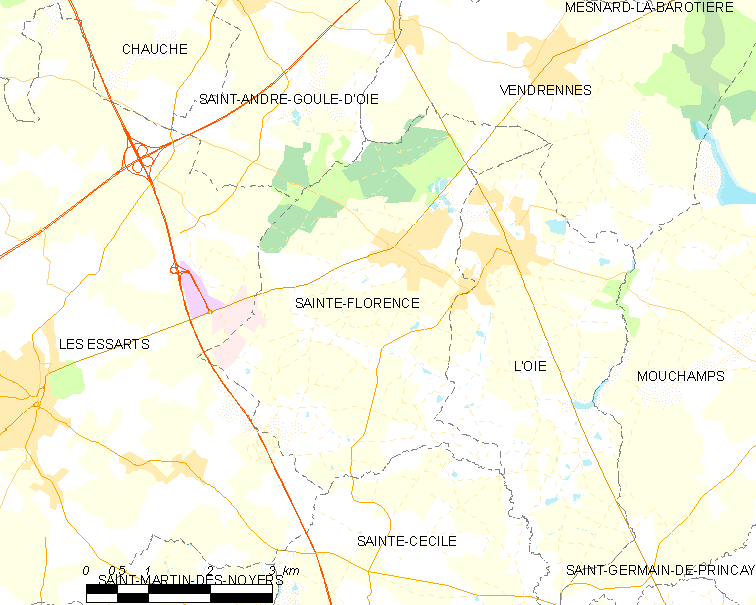
圣弗洛朗斯的OSM定位图

## 行政
圣弗洛朗斯的邮政编码为85140，INSEE市镇编码为85212。

## 政治
圣弗洛朗斯所属的省级选区为尚托奈县。

## 人口

1962-2008年间圣弗洛朗斯人口变化图示

圣弗洛朗斯于2022年1月1日时的人口数量为1338人。